# 江北大道 (宁波)
江北大道，是浙江省宁波市的一条道路，因建成时是江北区早期最宽敞的新建道路而得名，起点位于姚江东路，南接青林渡路，终点位于宁慈中路，北接宁慈西路，全长8.2公里:168，为原319省道的一部分:233-234，现北环西路至荣吉西路段编号为X701，于1996年12月30日通车，2004年姚江东路至北环西路改为沥青混凝土路面并改为城市道路，2005年洪塘段完成拓宽改造，2012年改造北环西路至宁慈中路段，2013年完工。

## 主要相交道路
- 南接青林渡路
- 姚江东路
- 江北大桥，跨越姚江
- 云飞路
- 北环西路
- 海川路
- 洪大南路
- 北：洪盛路、南：洪盛南路
- 机场北路
- 洪塘中路
- 洪塘西路
- 开元路
- 广元路
- 金山路
- 荣吉西路（ 307省道，观庄立交，与 307省道共线段起点）
- 宁慈中路
- 北接宁慈西路（ 307省道，与 307省道共线段终点）